# Presidentvalet i Senegal 2024

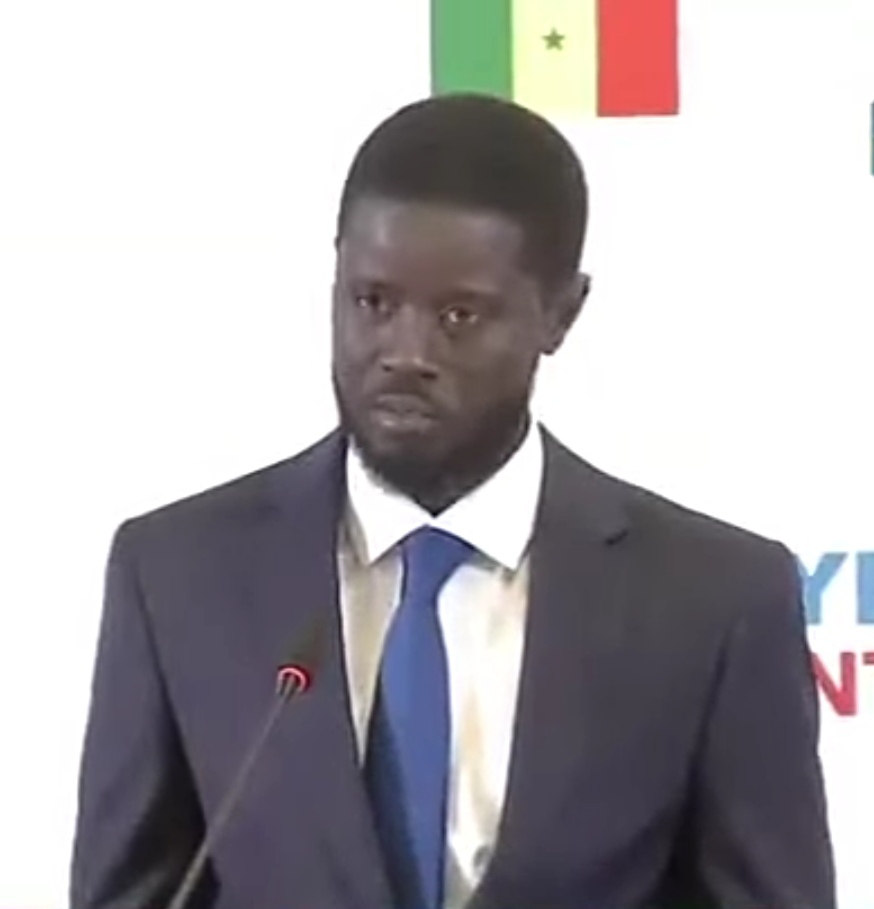
Valvinnaren Bassirou Diomaye Faye

Presidentvalet i Senegal 2024 ägde rum söndagen 24 mars 2024. 17 kandidater deltog, och favoriterna var Amadou Ba, stödd av den nuvarande regeringen, samt oppositionens Bassirou Diomaye Faye. Detta var den första valomgången, och Faye vann en majoritet av rösterna, så att en andra valomgång inte behövdes. 
Valet föregicks av omfattande kontroverser och oroligheter, dels för att den sittande presidenten Macky Sall försökte skjuta fram valet till december (Valet var ursprungligen tänk tänkt att ske 25 februari), dels för att den populäre oppositionspolitikern Ousmane Sonko och presidentkandidaten Faye suttit fängslade fram till 14 mars. För Senegal var detta en exceptionellt utmanande kris som till slut löstes demokratiskt. 